# Nils De Wilde
Nils De Wilde (27 januari 2003) is een Belgisch voetballer die sinds 2023 onder contract ligt bij Cercle Brugge.

## Carrière
Na passages bij KAV Dendermonde, VW Hamme en KSC Lokeren sloot De Wilde zich in 2012 aan bij de jeugdopleiding van RSC Anderlecht. In augustus 2019 ondertekende hij zijn eerste profcontract bij Anderlecht. Op 3 februari 2021 nam Vincent Kompany hem op in de wedstrijdselectie voor de bekerwedstrijd tegen RFC de Liège. Niet veel later maakte De Wilde de overstap naar de A-kern. In juli 2021 was De Wilde een van de jongeren die met de A-kern mee op zomerstage naar Alkmaar mochten.
In juni 2022 kreeg hij een nieuw contract tot 2023. Niet veel later, op 14 augustus 2022, maakte hij zijn profdebuut in het shirt van de RSCA Futures, het beloftenelftal van Anderlecht dat vanaf het seizoen 2022/23 aantreedt in Eerste klasse B. Op de openingsspeeldag van het seizoen 2022/23 liet trainer Robin Veldman hem in de 80e minuut invallen tegen KMSK Deinze. De Wilde speelde dat seizoen mee in 27 van de 32 wedstrijden van de RSCA Futures in Eerste klasse B. In tien play-offwedstrijden kreeg hij quasi evenveel speeltijd als in zijn zeventien wedstrijden in de reguliere competitie, toen hij slechts zeven keer mocht starten en slechts twee keer de 90 minuten volmaakte. De Wilde bleef enkel in oktober 2022 aan de kant wegens blessureleed. In de promotie-playoffs ontbrak De Wilde slechts één keer in de basis. De Wilde had overigens een knap aandeel in de kwalificatie van de RSCA Futures voor de promotie-playoffs: op de slotspeeldag van de reguliere competitie droeg hij als invaller bij aan de 2-3-zege tegen KMSK Deinze door eerst de 1-1 te scoren en vervolgens de assist af te leveren voor de 2-3 van Nilson Angulo.
In juni 2023 ondertekende De Wilde, die een aflopend contract had bij Anderlecht, een driejarig contract met optie op een vierde seizoen bij Cercle Brugge.

## Clubstatistieken
| Seizoen         | Club            | Land            | Competitie      | Competitie | Competitie | Beker | Beker | Supercup | Supercup | Europees | Europees | Totaal | Totaal |
| Seizoen         | Club            | Land            | Competitie      | Wed.       | Dlp.       | Wed.  | Dlp.  | Wed.     | Dlp.     | Wed.     | Dlp.     | Wed.   | Dlp.   |
| --------------- | --------------- | --------------- | --------------- | ---------- | ---------- | ----- | ----- | -------- | -------- | -------- | -------- | ------ | ------ |
| 2022/23         | RSCA Futures    | Vlag van België | Eerste klasse B | 27         | 1          | —     | —     | —        | —        | —        | —        | 27     | 1      |
| 2023/24         | Cercle Brugge   | Vlag van België | Eerste klasse A | 10         | 0          | 1     | 0     | —        | —        | —        | —        | 11     | 0      |
| Carrière totaal | Carrière totaal | Carrière totaal | Carrière totaal | 37         | 1          | 1     | 0     | 0        | 0        | 0        | 0        | 38     | 1      |

Bijgewerkt op 17 juli 2023.